# Zulu (filme)
Zulu é um filme histórico de guerra britânico de 1964 que mostra a Batalha de Rorke's Drift entre o exército britânico e o Reino Zulu em janeiro de 1879, durante a Guerra Anglo-Zulu.
O filme foi dirigido pelo roteirista americano Cy Endfield, que fazia parte da lista-negra de Hollywood, e produzido por Stanley Baker e pelo próprio Endfield, com Joseph E. Levine como produtor-executivo. O roteiro é de autoria de John Prebble e de Endfield, baseado num artigo de Prebble, jornalista e historiador. Tem em seu elenco Stanley Baker e Michael Caine, em seu primeiro papel principal, além de Jack Hawkins, Ulla Jacobsson, James Booth, Nigel Green, Paul Daneman, Glynn Edwards, Ivor Emmanuel e Patrick Magee. O futuro líder político sul-africano Mangosuthu Buthelezi interpretou o rei zulu Cetshwayo kaMpande, seu bisavô. A narração inicial e final foi feita por Richard Burton.
O filme teve grande sucesso de público e crítica.
Uma continuação que mostra os episódios anteriores ao filme, Zulu Dawn, abordando a Batalha de Isandlwana, foi lançada em 1979. Também foi escrita por Cy Endfield, e teve Burt Lancaster e Peter O'Toole nos papéis principais.

## Sinopse
Na África do Sul, em 1879, grupo de soldados ingleses tenta defender sua posição em Batalha de Rorke's Drift contra uma horda de implacáveis guerreiros zulus.

## Elenco
- Stanley Baker
- Michael Caine
- Jack Hawkins
- Ulla Jacobsson
- James Booth
- Nigel Green
- Patrick Magee